# Жара Music Awards
Премія Жара Music Awards(рос. Премия Жара Music Awards) — одна з найголовніших щорічних церемоній музичних нагород Росії. Була заснована телеканалом Жара ТВ та проводиться щорічно з 2018 року.

## Місце проведення
Традиційно церемонія щорічно проводиться навесні у Москві, в Crocus City Hall.

## Ведучі
| Рік  | Жара Music Awards | Жара Music Awards |
| Рік  | Ведучий           | Ведуча            |
| ---- | ----------------- | ----------------- |
| 2018 | Микола Басков     | Яна Кошкіна       |
| 2019 | Максим Галкін     | Регіна Тодоренко  |

## Церемонії

### Перша церемонія (2018)
Перша церемонія нагородження переможців Жара Music Awards 2018 відбулая 4 березня 2018 року в Crocus City Hall, в Москві. Ведучими стали російська акторка та телеведуча Яна Кошкіна та заслужений артист Росії — Микола Басков. Було представлено 12 номінацій. Перелік номінацій був оголошений на pre-party премії, яка пройшла в ресторані Backstage 6 лютого 2018 року. Там же були обрані номінанти — організатори підготували бюлетені для голосування, і в кожній номінації було запропоновано по 20 артистів, з яких потрібно було обрано тільки 7. Після голосування відразу ж відбувся підрахунок голосів і в цей же вечір було оголошено повний список номінантів. Переможець кожної з номінацій був обраний на самій церемонії нагородження представниками російського шоубізнесу (співаками, акторами, спортсменами, які були присутні у зірковому партері) шляхом голосування за допомогою спеціальних пультів.

| «Унікальність і інтрига премії «Жара Music Awards» полягає в тому, що переможців обирають самі ж представники російського шоу-бізнесу, - кажуть організатори. - Колегам по цеху буде складно зробити свій вибір і виділити когось. Але, незважаючи на це, 100 найпопулярніших персон, серед яких будуть співаки, актори театру і кіно, продюсери, спортсмени, телеведучі визначать в прямому ефірі, хто ж гідний отримати вищу оцінку і стати переможцем в тій чи іншій номінації.» |

### Друга церемонія (2019)
Друга церемонія нагородження переможців Жара Music Awards 2019 відбулая 8 квітня 2019 року в Crocus City Hall, в Москві. Ведучими стали відомаий російська гуморист і телеведучий Максим Галкін та українська телеведуча й співачка — Регіна Тодоренко. Було представлено 10 номінацій, по 6 номінантів у кожній.

## Переможці

### Найкраща співачка
- 2018 — Ані Лорак
- 2019  — LOBODA

### Найкращий співак
- 2018 — Діма Білан
- 2019  — Сергій Лазарев

### Найкращий гурт
- 2018 — Ленінград
- 2019  — Artik & Asti

### Колаборація року (Найкращий дует у 2018 році)
- 2018 — Emin та «А-Студіо» «Если ты рядом» (рос.)
- 2019  — Валерія та Єгор Крід «Часики» (рос.)

### Хіт року
- 2019  — Тіма Білоруський «Мокрые кроссы» (рос.)

### Найкраща пісня
- 2018 — LOBODA «Случайная» (рос.)
- 2019  — Діма Білан «Молния» (рос.)

### Найкращий відеокліп
- 2018 — Валерій Меладзе «Свобода или сладкий плен» (рос.)
- 2019  — Філіп Кіркоров «Цвет настроения синий» (рос.)

### Найкраще танцювальне відео
- 2018 — Монатік «Витамин D» (рос.)

### Найкращий альбом
- 2018 — Emin «Прости, моя любовь» (рос.)
- 2019  — Марі Краймбрері «Переобулась» (рос.)

### Найкраще шоу
- 2019  — Ані Лорак «DIVA»

### Артист року
- 2018 — Григорій Лепс
- 2019  — Філіп Кіркоров

### Прорив року
- 2018 — Feduk
- 2019  — Rauf & Faik

### Digital-проект року
- 2019  — HAMMALI & NAVAI

### Саундртек року
- 2018 — L'One «Время первых» из х/ф «Время первых»

### Спеціальна номінація «Ты просто cosmo»
- 2018 — Надія Дорофєєва
- 2019  — Ольга Бузова

### Хіп-хоп виконавець (Хіп-хоп легенда у 2019 році)
- 2018 — Мот та Баста
- 2019 — Децл

## Рекордсмени за кількістю нагород
Рекордсмени по сумарному числу нагород на травень 2019 року:
- Філіп Кіркоров — 2 статуетки,
- LOBODA — 2 статуетки,
- Діма Білан — 2 статуетки,
- Emin — 2 статуетки.

#### Найбільше премій за один рік
| Рік  | Виконавець     | Кількість | Дж.   |
| ---- | -------------- | --------- | ----- |
| 2018 | Emin           | 2         | [ 3 ] |
| 2019 | Філіп Кіркоров | 2         | [ 4 ] |

## Відео
- «Жара Music Awards 2018» [Архівовано 26 грудня 2019 у Wayback Machine.], повна версія церемонії нагородження премії Жара Music Awards 2018 (YouTube)
- «Жара Music Awards 2019» [Архівовано 26 грудня 2019 у Wayback Machine.], повна версія церемонії нагородження премії Жара Music Awards 2019 (YouTube)